# Rattus tiomanicus
Il ratto dei campi malese (Rattus tiomanicus  Miller, 1900) è un roditore della famiglia dei Muridi diffuso nell'Ecozona orientale.

## Descrizione

### Dimensioni
Roditore di medie dimensioni, con la lunghezza della testa e del corpo tra 125 e 190 mm, la lunghezza della coda tra 194 e 228 mm, la lunghezza del piede tra 35 e 41 mm, la lunghezza delle orecchie tra 16 e 22 mm e un peso fino a 195 g.

### Aspetto
La pelliccia è lunga, soffice e liscia, cosparsa di lunghi peli spinosi nerastri. Le parti superiori sono bruno-olivastre finemente brizzolate, i fianchi e le guance sono leggermente più chiari e cosparsi di peli scuri mentre le parti ventrali sono bianche. Le orecchie sono grandi e finemente ricoperte di piccoli peli. La coda è più lunga della testa e del corpo ed è uniformemente marrone scura. Le femmine hanno 2 paia di mammelle pettorali e 3 paia inguinali. Il cariotipo è 2n=42 FN=58-64.

## Biologia

### Comportamento
È una specie notturna che passa gran parte del tempo sugli alberi, sebbene è stata spesso osservara anche al suolo. Si rifugia principalmente tra le fronde delle palme.

### Alimentazione
Si nutre di parti vegetali e insetti, inclusi i frutti delle palme da olio.

### Riproduzione
Danno alla luce 2-7 piccoli alla volta dopo una gestazione di 21-22 giorni. L'estro appare ogni 5-8 giorni. Raggiungono la maturità sessuale dopo 85 giorni.

## Distribuzione e habitat
Questa specie è diffusa nella Penisola Malese, Sumatra, Borneo, Giava, Filippine e diverse isole vicine.
Vive nelle foreste secondarie, aree agricole, piantagioni, giardini, boscaglie e praterie. Si trova anche in risaie, foreste muschiose e in zone di transizione tra foreste e foreste montane.

## Tassonomia
Sono state riconosciute 35 sottospecie:
- R.t.tiomanicus: Pulau Tioman; Isole Riau: Mapur;
- R.t.banguei  (Chasen & Kloss, 1932): Isole lungo le coste settentrionali del Borneo: Banggi, Bilang-Bilangan, Malawali;
- R.t.ducis  (Lyon, 1911): Isole lungo le coste sud-occidentali del Borneo: Pulau Pelapis, Pulau Datu;
- R.t.fulmineus  (Miller, 1913): Pulau Pejantan, nel Mar Cinese Meridionale;
- R.t.jalorensis  (Bonhote, 1903): Penisola malese, Phuket, Penang, Sumatra, Borneo centrale e meridionale, Isole lungo la costa sud-occidentale del Borneo: Pulau Junata, Pulau Bauwal;
- R.t.jarak  (Bonhote, 1905): Pulau Jarak, nello Stretto di Malacca;
- R.t.jemuris  (Chasen & Kloss, 1931): Isole Aroa nello Stretto di Malacca: Pulau Jemur;
- R.t.julianus  (Miller, 1903): Isole Tambelan nel Mar Cinese Meridionale: St.Julian;
- R.t.kabanicus  (Hill, 1960): Pulau Kaban, lungo le coste sud-orientali della Penisola malese;
- R.t.kunduris  (Chasen & Kloss, 1931): Isole Riau: Karimun, Karimun Kecil, Moro, Kundur, Tulang, Sugi, Durian;
- R.t.lamucotanus  (Lyon, 1911): Isole lungo la costa sud-occidentale del Borneo: Pulau Lamukotan, Pulau Panebangan;
- R.t.luxuriosus  (Chasen, 1935): Isole Natuna: Sedanau, Bunguran, Lingung, Midai;
- R.t.maerens  (Miller, 1911): Nias;
- R.t.mangalumis  (Kloss, 1931): Mangalum, lungo la costa nord-occidentale del Borneo;
- R.t.mara  (Miller, 1913): Pulau Maratua, lungo la costa nord-orientale del Borneo;
- R.t.pauper  (Miller, 1913): Isole Natuna: Serasan, Pulau Panjang, Subi;
- R.t.payanus  (Chasen & Kloss, 1931): Pulau Paya, lungo le coste nord-occidentali della Penisola malese;
- R.t.pemanggis  (Chasen, 1940): Pemanggil, lungo le coste orientali della Penisola malese;
- R.t.perhentianus  (Chasen, 1940): East Perhentian e Great Redang, lungo le coste orientali della Penisola malese;
- R.t.pharus  (Hill, 1960): Pulau Pisang, lungo le coste occidentali della Penisola malese;
- R.t.piperis  (Schwarz & Schwarz, 1967): Pulau Matasiri, nel Mar di Giava;
- R.t.rhionis  (Thomas & Wroughton, 1909): Isole Riau: Bintan, Batam, Bulan, Galang;
- R.t.roa  (Miller, 1913): Pulau Aor, Pulau Dayang, lungo le coste orientali della Penisola malese;
- R.t.roquei  (Sody, 1929): Giava; Pulau Meeuwen e Pulau Deli, lungo le coste occidentali di Giava;
- R.t.rumpia  (Robinson & Kloss, 1911): Isole Sembilan nello Stretto di Malacca: Pulau Rumbia;
- R.t.sabae  (Medway, 1965): Borneo settentrionale; Filippine sud-occidentali: Arena, Bancalan, Busuanga, Calauit, Palawan;
- R.t.sebasianus  (Sody, 1941): Sebesi;
- R.t.siantanicus  (Miller, 1900): Isole Anambas; Siantan, Jimaja;
- R.t.sribuatensis  (Hill, 1960): Sri Buat;
- R.t.tambelanicus  (Miller, 1900): Isole Tambelan: Great Tambelan, Bunoa, Wai, Gilla;
- R.t.tenggolensis  (Yong, 1971): Pulau Tenggol;
- R.t.terutavensis  (Hill, 1960): Tarutao, lungo le coste occidentali della Penisola malese;
- R.t.tingius  (Miller, 1913): Tinggi, lungo le coste orientali della Penisola malese;
- R.t.vernalus  (Sody, 1940): Enggano,
- R.t.viclana  (Miller, 1913): Langkawi, Bunting, Ko Libong, lungo le coste occidentali della Penisola malese.

## Conservazione
La IUCN Red List, considerato il vasto areale, la popolazione numerosa e la tolleranza a molteplici tipi di habitat, classifica R.tiomanicus come specie a rischio minimo (Least Concern).